# Olympische Sommerspiele 2000/Teilnehmer (Gabun)
| Gelbes Symbol für Goldmedaillen mit stilisierten Olympischen Ringen | Graues Symbol für Silbermedaillen mit stilisierten Olympischen Ringen | Braundes Symbol für Bronzemedaillen mit stilisierten Olympischen Ringen |
| ------------------------------------------------------------------- | --------------------------------------------------------------------- | ----------------------------------------------------------------------- |
| —                                                                   | —                                                                     | —                                                                       |

Gabun nahm an den Olympischen Sommerspielen 2000 in der australischen Metropole Sydney mit fünf Athleten, drei Männer und zwei Frauen, in drei Sportarten teil.
Seit 1972 war es die sechste Teilnahme Gabuns an Olympischen Sommerspielen.

## Flaggenträger
Die Judoka Mélanie Engoang trug die Flagge Gabuns während der Eröffnungsfeier im Stadium Australia. 

## Übersicht der Teilnehmer

### Boxen
- Stéphane N’Zue Mba
Niederlage in der ersten Runde, nicht für die nächste Runde qualifiziert

### Judo
- Steeve Nguema Ndong
Männer, Schwergewicht (keine Medaille)
- Mélanie Engoang
Frauen, Schwergewicht (keine Medaille)

### Leichtathletik
- Antoine Boussombo
100 m: 10,13 s (erste Runde); 10,27 s (zweite Runde, nicht für das Finale qualifiziert)
200 m: 20,71 s (erste Runde, nicht für die nächste Runde qualifiziert)
- Anais Oyembo
100 m (Frauen): 12,19 s (erste Runde, nicht für die nächste Runde qualifiziert)